# Racomitrium visnadiae
Racomitrium visnadiae är en bladmossart som beskrevs av William Russell Buck 1997. Racomitrium visnadiae ingår i släktet raggmossor, och familjen Grimmiaceae. Inga underarter finns listade i Catalogue of Life.